# Bălănești (gmina Podu Turcului)
Bălănești – wieś w Rumunii, w okręgu Bacău, w gminie Podu Turcului. W 2011 roku liczyła 167 mieszkańców.